# 格蘭島
格蘭島是丹麥的島嶼，位於西蘭島西面波羅的海，由西蘭大區負責管轄，長6.8公里、寬2.1公里，面積5.59平方公里，主要經濟活動是農業，2012年人口54。
55°11′45″N 11°26′0″E / 55.19583°N 11.43333°E